# Yao Ming
Yao Ming (kinesiska: 姚明), född 12 september 1980 i Shanghai, är en kinesisk före detta basketspelare som under sina nio år i NBA spelade center för Houston Rockets. Han är 229 cm lång och var därmed NBA:s längsta basketspelare fram till sin pension.
Yao Ming blev bland annat utnämnd till NBA All-Star åtta gånger. Yao Ming är av många ansedd som en av ligans bästa centrar genom tiderna. 

## Biografi
Yao Mings föräldrar är båda långa och var båda professionella basketspelare. Föräldrarna blev introducerade till varandra av kinesiska staten.

### Basketkarriär
År 2002 blev Yao Ming draftad 1:a i NBA draft och gick senare från Shanghai Sharks till Houston Rockets. Ming blev då den första kinesiska basketspelaren att bli draftad 1:a i historien.
I Houston Rockets hade Yao Ming nummer 11 på sin tröja och i Kinas landslag hade han nummer 13.

## Övrigt
Yao Mings fru Ye Li är även hon professionell basketspelare.
I februari 2013 valdes Yao Ming in i Kinesiska folkets politiskt rådgivande konferens CPPCC.